# Dysaethria
Dysaethria is een geslacht van vlinders van de familie Uraniavlinders (Uraniidae), uit de onderfamilie Epipleminae.

## Soorten
- D. albolilacina Holloway, 1998
- D. danum Holloway, 1998
- D. harmani Holloway, 1998
- D. lunulimargo Holloway, 1998
- D. pasteopa Turner, 1911
- D. rhagavolita Holloway, 1998
- D. rubrililacina Holloway, 1998
- D. scopocera Hampson, 1896
- D. walkeri Holloway, 1998